# Cydistomyia sulcipalpus
Cydistomyia sulcipalpus är en tvåvingeart som först beskrevs av Friedrich Hermann Loew 1858.  Cydistomyia sulcipalpus ingår i släktet Cydistomyia och familjen bromsar. Inga underarter finns listade i Catalogue of Life.